# José Condungua Pacheco
José Condungua António Pacheco (Ampara, Sofala, 10 de septiembre de 1958) es un ingeniero y político mozambiqueño.
Fue viceministro de agricultura desde 1995 hasta 1998, gobernador de la provincia de Cabo Delgado de 1998 a 2005 y ministro del Interior de 2005 a 2009. Entre 2010 y 2017 fue Ministro de Agricultura, y en diciembre de 2017 el presidente Filipe Nyussi lo nombró Ministro de Asuntos Exteriores del país.

## Biografía

### Primeros años
Nació el 10 de septiembre en el pueblo de Ampara en el distrito de Buzi en la provincia de Sofala. De 1971 a 1973 asistió a la escuela primaria en la cercana ciudad de Beira. Más tarde, asistió a la Escuela de Agricultura en Manica, obteniendo en 1978 un título en ingeniero técnico agrario. En 1989, estudió en el Wye College de la Universidad de Londres, luego en la Universidad de Minnesota (1992) y en la Universidad de Wisconsin-Madison (1994). Se graduó con un Diploma en Transferencia de Tecnología para el Desarrollo Rural.
Paralelamente, trabajó desde 1981 hasta 1990 como director  de agricultura de la provincia de Zambezia. Se unió a la Dirección Nacional de Desarrollo Rural en 1990 y se ha desempeñado en el Consejo de Administración del Instituto Nacional para el Desarrollo de la Industria Local y como Presidente del Instituto de Cereales de Mozambique.

### Carrera gubernamental

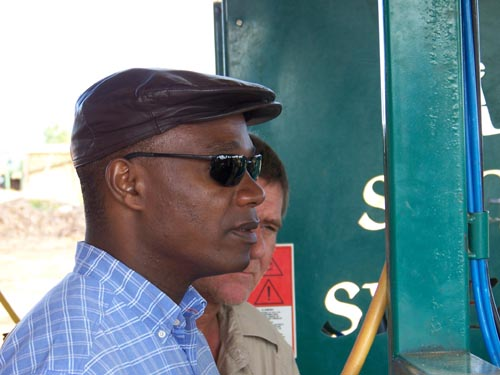
Pacheco en 2007.

En 1995, en la presidencia de Joaquim Alberto Chissano, Pacheco fue nombrado Viceministro de Agricultura y Pesca, cargo que ocupó hasta 1999. En 2000 se trasladó a la provincia norteña de Cabo Delgado para desempeñarse como gobernador. Bajo la presidencia de Armando Guebuza, fue primer ministro del Interior (2005-2010) y luego ministro de Agricultura (2010-2015). Mantuvo el cargo en la presidencia de Filipe Nyussi.
En su período como ministro del Interior, fue considerado responsable de que su predecesor, Almerino Manhenje, sea arrestado por escándalos de corrupción. Durante su cargo como Ministro de Agricultura, la sociedad civil de Mozambique y ONG extranjeras criticaron duramente el gran proyecto ProSavana (con acuerdos con Japón y Brasil) por el cual diez millones de hectáreas serían arrendadas a compañías agrícolas en las tres provincias de Nampula, Niassa y Zambezia. Los críticos temían por el acaparamiento masivo de tierras y la expropiación sufrida por los campesinos locales. Pacheco defendió el proyecto y lo presentó como una inversión extranjera necesaria y como parte del progreso de Mozambique.
Como parte de una serie de cambios del gabinete en diciembre de 2017, el presidente Nyussi destituyó al canciller Oldemiro Balói y lo nombró a Pachecho como sucesor. Higino Francisco Marrule fue nombrado nuevo Ministro de Agricultura. Medios de la oposición y observadores extranjeros criticaron la transferencia de Pachecho al Ministerio de Asuntos Exteriores porque no tener «talento diplomático» y ni ser «apto para la exigente tarea».

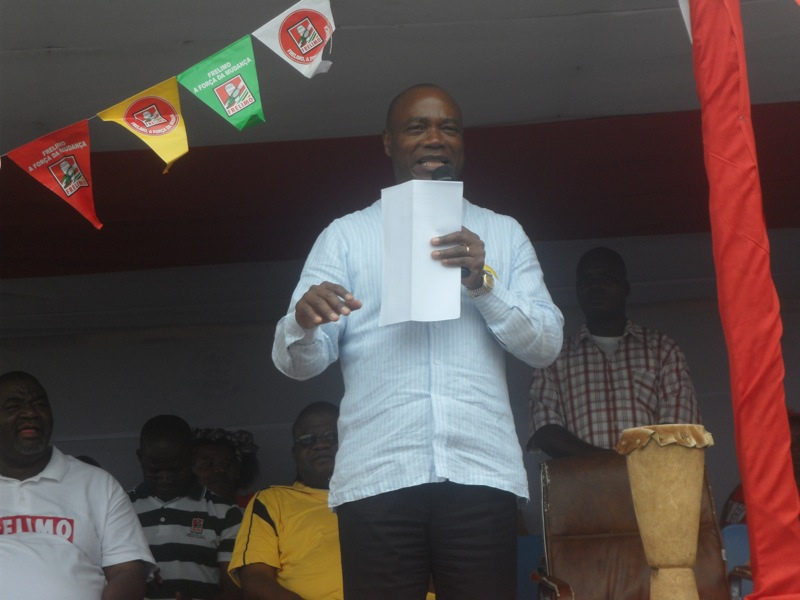
Pacheco en un acto partidario en Nampula.

### Actividad partidaria
En el noveno Congreso del partido gobernante Frente de Liberación de Mozambique (Frelimo) en Quelimane, Pacheco fue elegido en 2006 como miembro de la Comisión Política del partido. En el décimo congreso del partido 2012 en Cabo Delgado, fue reelecto, mientras que en el XI Congreso de a fines de septiembre de 2017, perdió el cargo.
Pacheco fue el negociador del Frelimo durante un nuevo conflicto con el Resistencia Nacional Mozambiqueña entre 2012 y 2014.
Para las elecciones presidenciales de 2014, en la cual a Armando Guebuza no se le permitió competir para la reelección, Pacheco fue propuesto como candidato junto al entonces primer ministro Alberto Vaquina y el entonces ministro de Defensa Filipe Nyussi. Los tres eran cercanos al entonces presidente Guebuza. Los análisis habían predicho el triunfo de Pacheco debido a su larga experiencia política, pero sorprendentemente se impuso Nyussi.